# Dueville
Dueville is een gemeente in de Italiaanse provincie Vicenza (regio Veneto) en telt 13.580 inwoners (31-12-2004). De oppervlakte bedraagt 20,1 km2, de bevolkingsdichtheid is 676 inwoners per km2.
De volgende frazioni maken deel uit van de gemeente: Passo di Riva, Povolaro en Vivaro.

## Demografie
Dueville telt ongeveer 4971 huishoudens. Het aantal inwoners steeg in de periode 1991-2001 met 5,3% volgens cijfers uit de tienjaarlijkse volkstellingen van ISTAT.
| Jaar | Inwoneraantal |
| ---- | ------------- |
| 1991 | 12.403        |
| 2001 | 13.063        |

## Geografie
De gemeente ligt op ongeveer 57 m boven zeeniveau.
Dueville grenst aan de volgende gemeenten: Caldogno, Montecchio Precalcino, Monticello Conte Otto, Sandrigo, Vicenza en Villaverla.

## Galerij

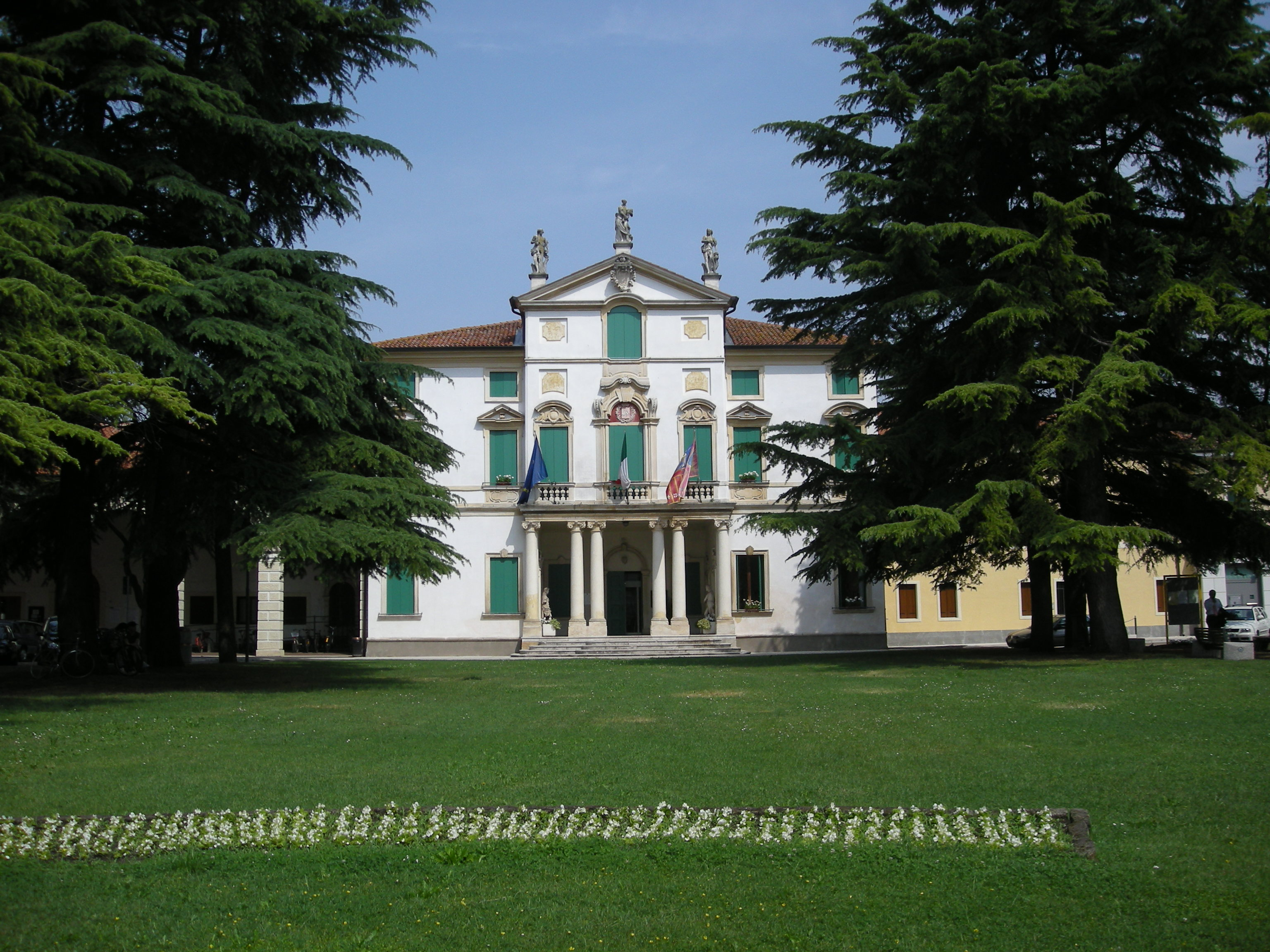
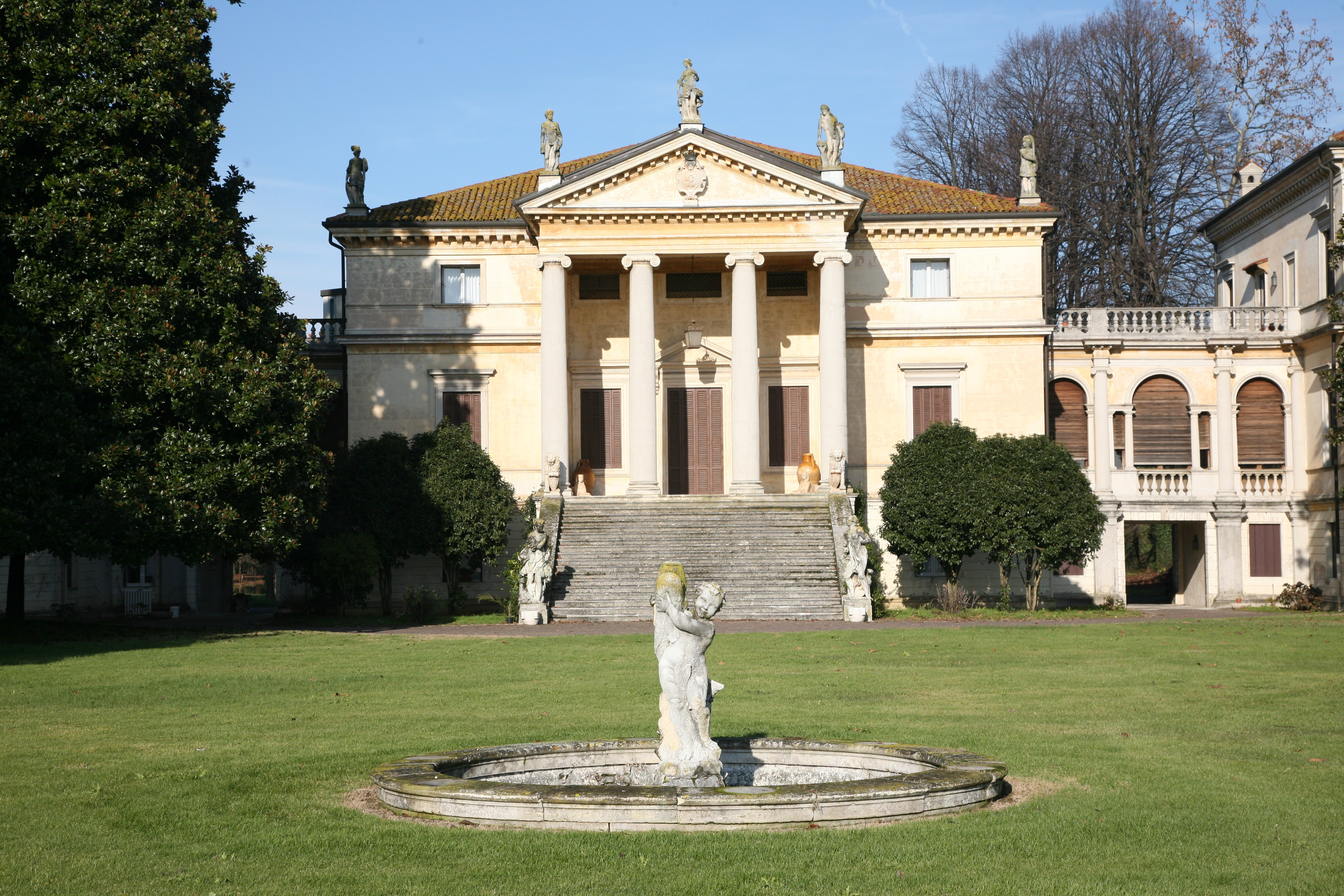
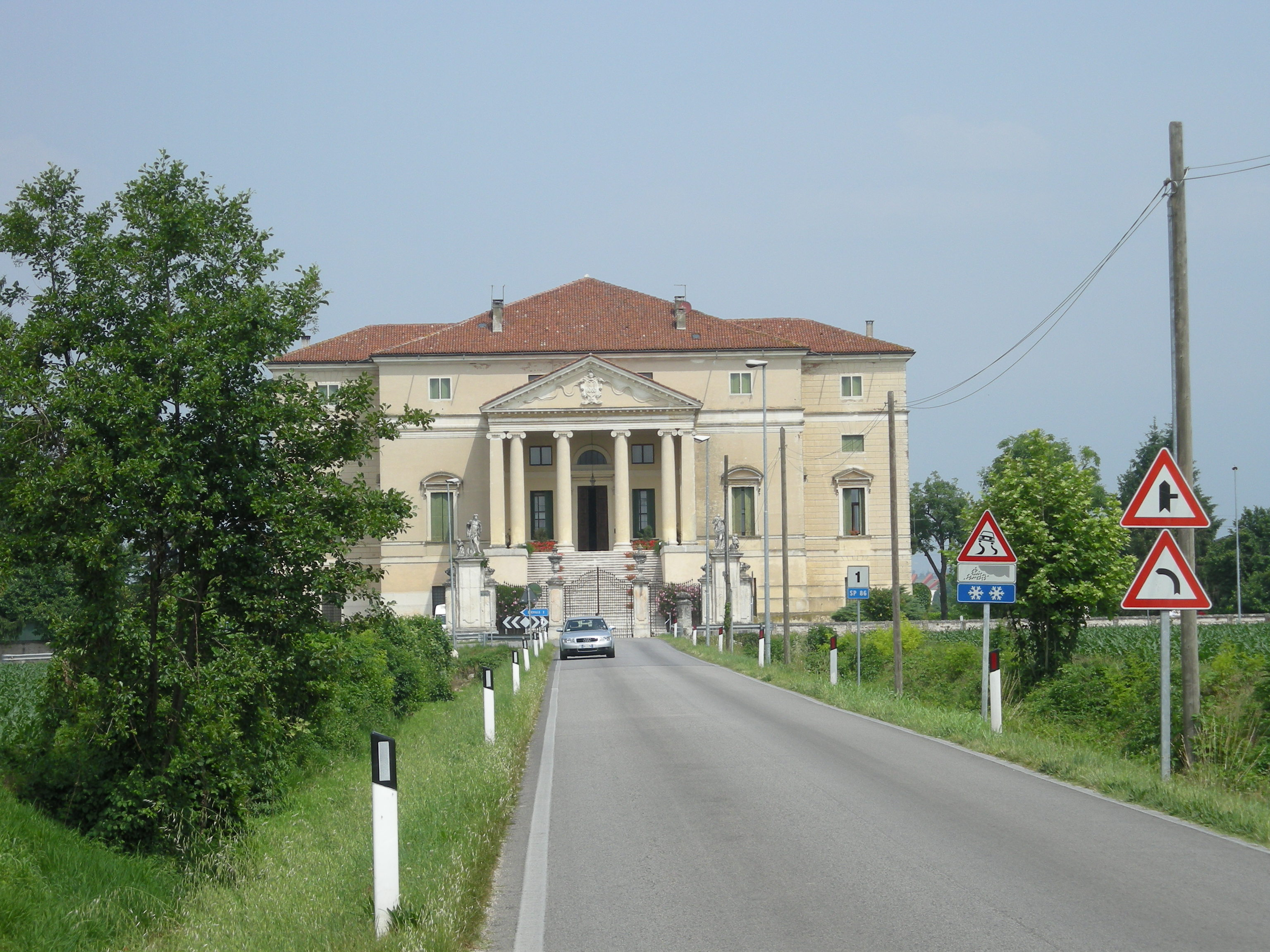